# Felip Vergés i Permanyer
Felip Vergés i Permanyer   (Barcelona, 19 de febrer de 1814 - 29 de juny de 1889) fou un jurista català, un dels principals juristes canònics del segle xix a Espanya, membre de l'Acadèmia de Bones Lletres de Barcelona. Era cosí del polític Francesc Permanyer i Tuyets.

## Biografia
Era fill del cuber Josep Vergès i Vilà i de Josepa Permanyer i Planagomar, ambdós de Barcelona.
Entre 1828 i 1830 va estudiar al Col·legi de Sant Pau del Camp, i després va estudiar al Seminari Conciliar i la Universitat de Cervera, on el 1834 va obtenir el títol de batxiller en teologia, i el 1837 el de batxiller en Lleis. Va acabar la carrera de dret a la Universitat de Sevilla, on es llicencià el 1839. Entre 1844 i 1845, el regent de l'Audiència de Barcelona el va nomenar diverses vegades per a formar part del tribunal d'examens d'accés al notariat, i el 1848, després d'aprovar unes oposicions a Madrid, va obtenir la càtedra de Disciplina General de l'Església i Particular d'Espanya, ampliada a dret romà el 1865, càrrec que ocupà fins al 1881, quan es jubilà.
El 1852, va ingressar a l'Acadèmia de Bones Lletres de Barcelona, i el 1856, a la mort de la seva esposa, va ser ordenat capellà pel bisbe de Vic, celebrant la seva primera missa a l'església del Carme de Barcelona.
El 1860 va ser nomenat soci resident de la Societat Econòmica Barcelonesa d'Amics del País, de la que fou vicepresident entre 1866 i 1867. Fou soci fundador de l'Acadèmia de Jurisprudència i Legislació de Catalunya, de la que fou president entre 1865 a 1867. El 1867, fou nomenat degà de la Facultat de Dret, càrrec que va ostentar fins al 1877, quan hi renuncià pel seu estat de salut. El 1881 fou vicepresident del Congrés de Juristes,  on es mostrà partidari del manteniment íntegre del dret català. El 1883 fou nomenat vicari general i provisor eclesiàstic.
També fou admirador i amic de Jaume Balmes, de qui en llegí l'oració fúnebre el 1865.

## Obres
- Sobre la influencia de la filosofía pagana en el derecho romano (1864)
- Oración fúnebre de... Jaime Balmes (1865)
- La nueva universidad de Barcelona, discurs inaugural del curs 1872-73.